# Yum! Brands
Yum! Brands, Inc (NYSE: Yum) hoặc Yum! Là một trong 500 công ty làm ăn phát đạt nhất thế giới, có giấy phép hoạt động sở hữu những hiệu Taco Bell, KFC, Pizza Hut, và Long John Silver và nhiều nhà hàng khác trên toàn thế giới kể cả  Nhà hàng A & W (ngoại trừ A & W tại Canada.) Yum! với trụ sở đặt tại Louisville, Kentucky, là tập đoàn ăn nhanh lớn nhất thế giới, điều hành hơn 350.000 nhà hàng trên khắp thế giới, trải rộng trong hơn 110 quốc gia và lãnh thổ. Trong năm 2007, Yum! Số liệu thống kê toàn cầu bán hàng và doanh thu đến mức giá 100 tỷ USD

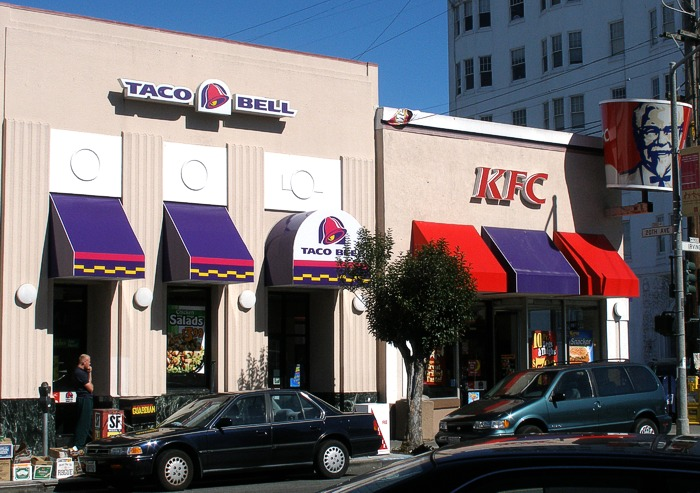
1 quán Yum! đơn giản với thương hiệu Taco Bell và KFC tại San Francisco, California

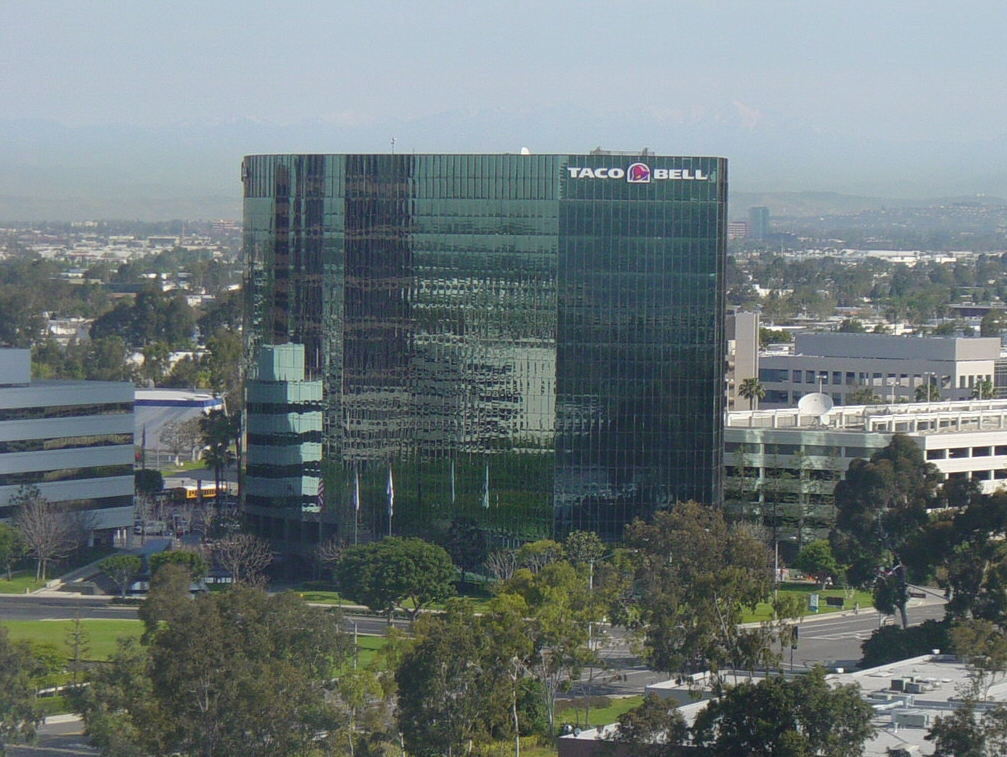
Trụ sở Taco Bell tại Irvine, California

Yum! Brands, Inc có trụ sở tại Vaughan, Ontario.
Năm 2014 mở hiệu Banh Shop bán thức ăn Việt Nam có nhãn hiệu ngôi sao màu đỏ. Nhãn hiệu này bị cộng đồng người Việt địa phương phản đối vì cho là biểu trưng của chủ nghĩa cộng sản. Hãng Yum! phải bỏ nhãn hiệu ngôi sao và gửi lời xin lỗi cộng đồng.

## Thương hiệu

### Hiện tại
- Kentucky Fried Chicken (Toàn cầu)
- Pizza Hut (Toàn cầu)
- Taco Bell (Toàn cầu)
- WingStreet (Mỹ & Canada)
- Dong Fang Ji Bai hay East Dawning (Trung Quốc)
- Little Sheep Group
- Super Chix
- Banh Shop

### Trước đây
- A&W Restaurants (Toàn cầu)
- Long John Silver's (Hoa Kỳ,...)
- Pasta Bravo
- Hot 'n Now